# Studeanka, Dubno
Studeanka (în ucraineană Студянка) este un sat în comuna Șepetîn din raionul Dubno, regiunea Rivne, Ucraina.

## Demografie
Componența lingvistică a localității Studeanka
     Ucraineană (99,43%)
     Alte limbi (0,57%)
Conform recensământului din 2001, majoritatea populației localității Studeanka era vorbitoare de ucraineană (99,43%), existând în minoritate și vorbitori de alte limbi.